# Ivo Žďárský
Ivo Žďárský (* 11. října 1960, Hradec Králové) je český emigrant a konstruktér vrtulí pro ultralehká letadla. Byl první, komu se úspěšně podařilo uprchnout z komunistického Československa přes železnou oponu na vlastním podomácku vyrobeném letadle.

## Útěk za železnou oponu
Byl členem klubu bezmotorového létání Svazarmu, později byl však z organizace vyloučen a byla mu odebrána pilotní licence. Jako student leteckého inženýrství si sám doma v panelákovém bytě a v garáži postavil z rogala ultralehké letadlo, které zpevnil duralovou konstrukcí a vybavil dvouválcovým motorem z Trabanta a nádrží z motocyklu Jawa. Létající stroj byl rozebíratelný, aby se dal bezpečně převážet v osobním autě. Podle Žďárského vlastních slov byl první, kdo v komunistickém Československu postavil funkční létající motorové rogalo. Stroj zkoušel nikým nezjištěn nad noční Prahou. V květnu 1984 si vyzkoušel let až do Orlických hor, docházelo mu však palivo, zachytily ho také jednotky protivzdušné obrany a u Dobrušky musel přistát. Příslušníci SNB rogalo zabavili, ale v červnu ho vrátili. Za létání bez registrace hrozila vysoká pokuta. Z neznámých důvodů se hlášení o nepovoleném letu nedostalo na ústředí Státní bezpečnosti, což Žďárskému umožnilo nakonec svůj plán uskutečnit.
V srpnu 1984 se odhodlal k útěku přes železnou oponu. Stroj doplnil o světla, aby v noci viděl. 4. srpna 1984 o 3. hodině v noci odstartoval v blízkosti slovenské obce Lozorno a ve výšce 100 až 200 metrů nad zemí přeletěl řeku Moravu do Rakouska. Protože přistání za tmy bylo velmi riskantní, asi hodinu létal nad Vídní a až za svítání zakroužil kolem řídící věže na letišti Schwechat, dosedl na zem a odstavil stroj pod křídlem zaparkovaného letadla Boeing. Požádal o politický azyl a díky organizaci pomáhající uprchlíkům se mu podařilo po šesti týdnech vycestovat do Kalifornie.

## Kariéra v USA
V emigraci v USA vybudoval úspěšnou firmu Ivoprop, která se zabývá konstrukcí a výrobou vrtulí pro podomácku konstruovaná letadla, ultralehká letadla a čluny poháněné leteckou vrtulí. Žije sám ve „městě duchů“ Lucin v pustině ve státě Utah.